# Marie Island
Marie Island (in Argentinien Isla María) ist eine 3 km lange Insel vor der Graham-Küste des Grahamlands auf der Antarktischen Halbinsel. Sie liegt unmittelbar nördlich des Kap Evensen.
Teilnehmer der Vierten Französischen Antarktisexpedition (1903–1905) unter der Leitung des Polarforschers Jean-Baptiste Charcot benannten eine vermeintliche Landspitze in der Umgebung des Kap Evensen als Pointe Marie. Namensgeber ist seine Schwester, Marie Amélie Jeanne Claudine Charcot (1865–1940). Bei der Fünften Französischen Antarktisexpedition (1908–1910) übertrug Charcot die Benennung auf den südlichen Ausläufer einer Insel, die er als Île Waldeck-Rousseau bezeichnete. Vermessungen der British Graham Land Expedition (1934–1937) unter der Leitung des australischen Polarforschers John Rymill ergaben, dass es sich bei Charcots vermeintlicher Insel in Wirklichkeit um den Waldeck-Rousseau Peak auf dem antarktischen Festland handelt. Um Charcots Benennung zu bewahren, übertrug Rymill sie auf die hier beschriebene Insel.